# Jason Kreis
Jason Kreis (Omaha, 29 dicembre 1972) è un allenatore di calcio ed ex calciatore statunitense, di ruolo centrocampista o attaccante.

## Carriera

### Allenatore
Dal 3 maggio 2007 all'11 dicembre 2013 è stato allenatore dei Real Salt Lake.
Il 2 novembre 2015, dopo la mancata qualificazione ai playoff, viene esonerato dai New York City.

## Palmarès

### Giocatore

#### Competizioni nazionali
- Lamar Hunt U.S. Open Cup: 1

Dallas Burn: 1997

### Allenatore

#### Competizioni nazionali
- Campionato MLS: 1

Real Salt Lake: 2009